# Nowaje Paszkawa
Nowaje Paszkawa (biał. Новае Пашкава; ros. Новое Пашково) – wieś na Białorusi, w obwodzie mohylewskim, w rejonie mohylewskim, w sielsowiecie Paszkawa, którego władz jest siedzibą. Od południa graniczy z Mohylewem.

## Transport
Nowaje Paszkawa położona jest przy węźle drogi magistralnej M4 z drogą republikańską R123. Obok wsi znajduje się lądowisko.